# Jenny Wagner (Psychologin)
Jenny Wagner (* in Leipzig) ist eine deutsche Psychologin.

## Leben
Sie erwarb 2004 das Diplom in Psychologie an der Universität Leipzig und 2009 den Dr. phil. bei Frieder R. Lang und Karen L. Fingerman in Psychologie an der Friedrich-Alexander-Universität Erlangen-Nürnberg. Seit 2018 ist sie W2-Professorin für Pädagogische Psychologie und Persönlichkeitsentwicklung, Institut für Psychologie der Universität Hamburg.
Ihre Forschungsschwerpunkte sind Differentielle Entwicklung über die Lebensspanne sowie Bedingungsfaktoren und Prozesse dieser Entwicklungsdynamiken, Zusammenspiel von Persönlichkeitsentwicklung und der erfolgreichen Meisterung von Entwicklungsaufgaben und Transitionen sowie die Anpassung an unterschiedliche pädagogische Kontexte, soziale Beziehungen und Beziehungsregulation über die Lebensspanne und methodische Herausforderungen der dynamischen Längsschnittmodellierung.